# Gonatocerus floridensis
Gonatocerus floridensis är en stekelart som beskrevs av Huber 1988. Gonatocerus floridensis ingår i släktet Gonatocerus och familjen dvärgsteklar. Inga underarter finns listade i Catalogue of Life.